# Quartiere di Gros Islet
Il quartiere di Gros Islet è uno degli 11 quartieri in cui è divisa l'isola di Saint Lucia. Il suo capoluogo è il centro abitato di Gros Islet, da cui il quartiere prende il nome.